# Chung chong ging chaat
Chung chong ging chaat – hongkoński film akcji w reżyserii Dante Lama, którego premiera odbyła się 22 lutego 2001 roku.
Film zarobił 2 265 354 dolary hongkońskie.

## Fabuła
Nowa specjalna jednostka policyjna Hit Team – składająca się z czwórki młodych i najlepszych policjantów, perfekcyjnie wyszkolonych w obsłudze ciężkiego sprzętu i posiadających unikalne umiejętności otrzymują zadanie rozwiązania grupy złodziei, prowadzonej przez trójkę dawnych policjantów.

## Obsada
Źródło: Filmweb

- Daniel Wu – Chung
- Chin Ka-lok – Ho
- Ruby Wong
- Alex To – Don
- Jo Kuk  – Jane Chan
- King-Chi Pang
- Joe Lee – Joe